# Elezioni legislative in Svezia del 1994
Le elezioni legislative in Svezia del 1994 si tennero il 18 settembre per il rinnovo del Riksdag. In seguito all'esito elettorale, Ingvar Carlsson, espressione del Partito Socialdemocratico, divenne Ministro di Stato; nel 1996 fu sostituito da Göran Persson, esponente dello stesso partito.

## Risultati
| Liste                                              | Voti      | %     | Seggi |
| -------------------------------------------------- | --------- | ----- | ----- |
| Partito Socialdemocratico dei Lavoratori di Svezia | 2 513 905 | 45,25 | 161   |
| Partito Moderato                                   | 1 243 253 | 22,38 | 80    |
| Partito di Centro                                  | 425 153   | 7,65  | 27    |
| Partito Popolare Liberale                          | 399 556   | 7,19  | 26    |
| Partito della Sinistra                             | 342 988   | 6,17  | 22    |
| Partito Ambientalista i Verdi                      | 279 042   | 5,02  | 18    |
| Partito Sociale Democratico Cristiano              | 225 974   | 4,07  | 15    |
| Nuova Democrazia                                   | 68 663    | 1,24  | –     |
| Altri                                              | 57 006    | 1,03  | –     |
| Totale                                             | 5 555 540 | 100   | 349   |